# Haematoloma
Haematoloma is een geslacht van halfvleugeligen uit de familie schuimcicaden (Cercopidae). De wetenschappelijke naam van dit geslacht is voor het eerst geldig gepubliceerd in 1919 door Haupt.

## Soorten
Het geslacht Haematoloma omvat de volgende soorten:
- Haematoloma balirana Poisson, 1925
- Haematoloma dorsata (Ahrens, 1812)